# 體感溫度
體感溫度（英語：apparent temperature）是指將人體所感受到的冷暖程度，轉換成同等之溫度。體感溫度會受到氣溫、風速與相對濕度的綜合影響。

## 原理
空氣對熱的吸收會受到相對濕度及其密度影響；而風速會影響到與人體表面可以接觸到的空氣的分量，當風速增加時，與人體所接觸的空氣會增加，所以其所帶走或帶來的熱量亦相應地增加，這現象便是「風寒指數」。因此，在天氣報告裡，會把這兩個變數帶來的影響計算進「酷熱指數」裡。一般來說，當空氣密度及濕度增加，都會使酷熱指數增加。
人體等於浸泡在空氣的水分子中，所以比體溫高溫的水分子會阻礙人體散熱，而比體溫低溫的水分子會加速人體散熱，濕度愈高空氣中的水分子濃度愈高，水分子所造成的效應也愈明顯。

## THW指數
由於體感溫度可以受到溫度、濕度及風速的影響，這個數值又名「THW指數」（Temperature-Humidity-Wind Index）。1958年，美國的Paul Siple曾就風對人體的熱流失成正比例。根據這說法和當時計算風寒指數的公式，簡化出以下的一條算式：
體感溫度(°C)=溫度(°C)-2√風速(公尺/每秒)。
由於和地面的距離所影響的是用溫度計可以量度出來的溫度差異，其差異不計算進體感溫度。
1984年，羅伯特·史特德曼（Robert G. Steadman）發表《體感溫度的通用公式》（A universal scale of apparent temperature）如下：
{\displaystyle AT=1.04T+0.2e-0.65V-2.7}
{\displaystyle e={\frac {RH}{100}}\times 6.105\times \exp {\frac {17.27T}{237.7+T}}}
其中AT為體感溫度（°C）、T為氣溫（°C）、e為水氣壓（hPa）、V為風速（m/sec）、RH為相對濕度（%）。
此公式的設定針對暑熱天氣，當相對濕度越大、風速越小時，能得出較大（較熱）的體感溫度，此公式則由台灣中央氣象局預報各地體感溫度所引用。